# 伏爾加貿易路線

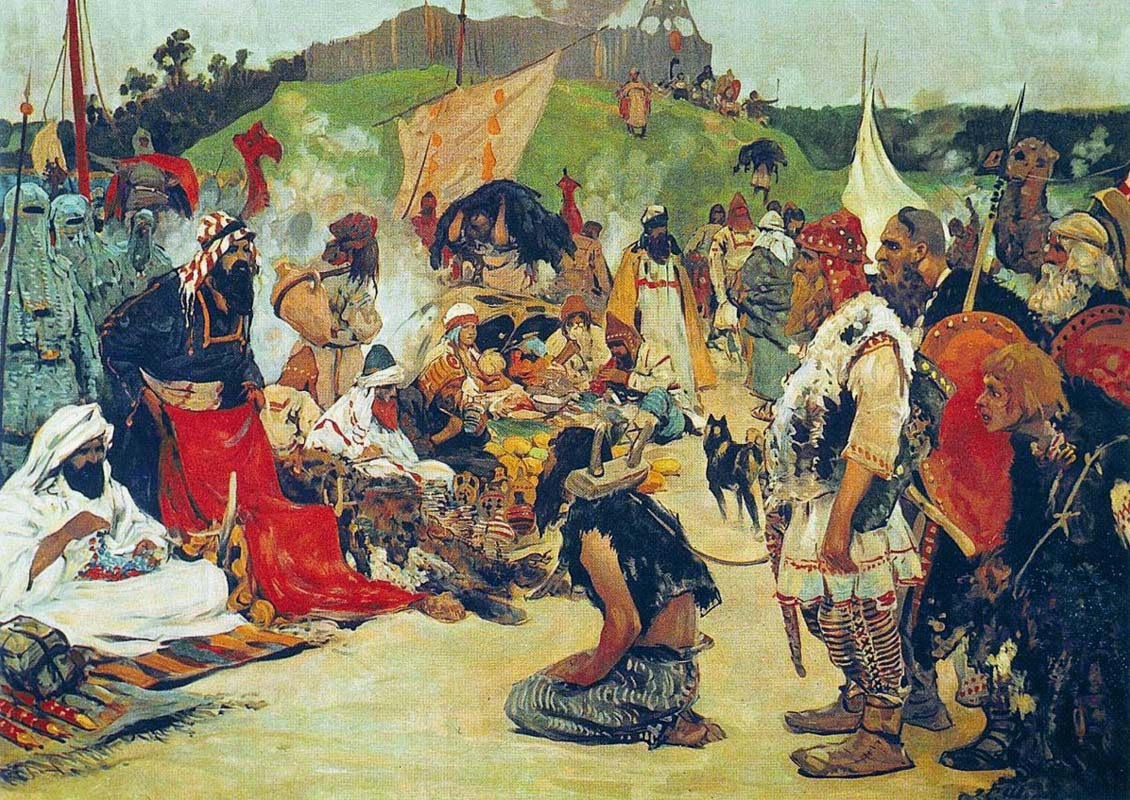
伏爾加貿易路線的貿易情景

伏爾加貿易路線，是中世紀北歐、波羅的海地區與中東、拜占廷帝國之間的貿易管道。
羅斯人將北歐的紫貂、松鼠和其他毛皮、琥珀和奴隸和林產品經伏爾加河運往南方，將財貨帶回北方，伏爾加保加利亞因在貿易交匯點獲利巨大。
因阿拔斯帝國的白銀產量下降，在11世紀伏爾加河貿易路線開始衰退，取而代之是第聶伯河延伸至黑海的貿易路線。